# Malajsko-polinezijski jezici
Malajsko-polinezijski jezici, najveća grana porodice austronezijskih jezika. Obuhvaća (1248; 1.237 po novijem popisu) jezika klasificiranih na brojne jezične skupine i podskupine. Govore se po otočnim državama južne Azije i Oceanije: Indonezija, Malezija, Madagaskar, Istočni Timor.
Prema prijašnjoj klasifikaciji podjela je bila sljedeća:
A. Bali-Sasak jezici (3), Indonezija: bali, sasak, sumbawa.
B. Barito (27)
b1. istočni, (18) Indonezija: dusun deyah, dusun malang, dusun witu, lawangan, ma'anyan, paku, tawoyan; Madagaskar:  antankarana malagasy, bara malagasy, betsimisaraka malagasy (2 jezika, južni i sjeverni), bushi (na otoku Mayotte), masikoro malagasy, plateau malagasy, sakalava malagasy, tandroy-mahafaly malagasy, tanosy malagasy, tsimihety malagasy.
b2. mahakam (2), Indonezija: ampanang, tunjung.
b3. zapadni (7) Indonezija/Kalimantan: bakumpai, dohoi, kahayan, katingan, kohin, ngaju, siang.
C. centralni-istočni /Central-Eastern/ (708)
c1) centralni malajsko-polinezijski  (168)
a) aru (14), Indinezija/Maluku: barakai, batuley, dobel, karey, koba, kola, kompane, lola, lorang, manombai, mariri, tarangan (2 jezika, istočni i zapadni), ujir,
b) Babar (11), Indonezija/Maluku: babar (2 jezika, sjeverni i jugoistočni), dai, dawera-daweloor, emplawas, imroing, masela (3 jezika, zapadni, središnji i istočni), serili, tela-masbuar.
c) Bima-Sumba (27), Indonezija/Nusa Tenggara: anakalangu, bima, dhao, ende, istočni ngad'a,  kambera, ke'o, kepo', kodi, komodo, lamboya, laura, li'o, mamboru, manggarai, nage, ngad'a, palu'e, rajong, rembong, riung, rongga, sabu, so'a, wae rana, wanukaka, wejewa.
d) centralni maluku (55), Indonezija/Maluku: alune, amahai, ambelau, asilulu, banda, bati, benggoi, boano, bobot, buru, elpaputih, geser-gorom, haruku, hitu, horuru, hoti, huaulu, hulung, kadai, kaibobo, kamarian, kayeli, laha, larike-wakasihu, latu, liana-seti, lisabata-nuniali, lisela, loun, luhu, mangole,  manipa, manusela, masiwang, moksela, naka'ela, nuaulu (dva jezika, sjeverni i južni), nusa laut, palumata, paulohi, piru, salas, saleman, saparua, seit-kaitetu, sepa, sula, taliabu, teluti, tulehu, watubela, wemale (2 jezika, sjeverni i južni), yalahatan.
e) sjeverni Bomberai (4) Indonezija /Papua: arguni, onin, sekar, uruangnirin.
f) južni Bomberai (1), Indonezija/Papua: Kowiai.
g) jugoistični Maluku (5), Indonezija/Maluku: fordata, kei, selaru, seluwasan, yamdena.
h) Teor-Kur (2), Indonezija/Maluku: kur, teor.
i) Timor (48), Indonezija/Nusa Tenggara, Indonezija/Maluku, Istočni Timor: adonara, alor, amarasi, aputai, baikeno, bilba, istočni damar, dela-oenale, dengka, galoli, habu, helong, idaté, ile ape, ili'uun, kairui-midiki, kedang, kemak, kisar, lakalei, lamaholot, lamalera, lamatuka, lembata (2 jezika, južni i zapadni), leti, levuka, lewo eleng, lewotobi, lole, luang, mambae, nauete, nila, perai, ringgou, roma, serua, sika, talur, termanu, tetun, te'un, tii, tugun, tukudede, uab meto, waima'a.
j) zapadni Damar (1), Indonezija/Maluku: zapadni damar.
c2) istočni malajsko-polinezijski (539)
a) Oceanijski (498)
a1) otočje Admiralty (31): andra-hus, baluan-pam, bipi, elu, ere, hermit, kaniet, kele, khehek, koro, kurti, leipon, lele, lenkau, likum, loniu, lou, mokerang, mondropolon, nali, nauna, nyindrou, pak-tong, papitalai, penchal, ponam, seimat, sori-harengan, titan, tulu-bohuai, wuvulu-aua.
a2) središnja-istočna Oceanija  (234); ajië, akei, amba, ambae (2 jezika, zapadni i istočni), amblong, aneityum, anuta, aore, apma, araki, 'are'are, arhâ, arhö, arosi, asumboa, aulua, austral, axamb, baeggu, baelelea, baetora, baki, bauro, bierebo, bieria, big nambas, birao, bughotu, burmbar, butmas-tur, bwatoo, caac, cemuhî, dakaka, dehu, dixon reef, dori'o, dumbea, emae, eton, fagani, fataleka, fidžijski (fijian), fortsenal, futuna-aniwa, fwâi, gela, ghari, gone dau, gula'alaa, haeke, hano, havajski (hawaiian), haveke, hiw, hmwaveke, iaai, ifo, istočni futuna, jawe, jugoistočni ambrym (ambrym, southeast), jugozapadni tana (tanna, southwest), južni efate (efate, south), kahua, kapingamarangi, karolinski  (carolinian), katbol, kiribati, koro, kosraean, kumak, kwaio, kwamera, kwara'ae, labo, lakona, lamenu, larevat, lau, lauan, lehali, lehalurup, lelepa, lenakel, lengo, letemboi, lewo, lingarak, litzlitz, lomaiviti, longgu, lonwolwol, lorediakarkar, mae, mafea, maii, malango, malfaxal, malo, malua bay, mangarevanski (mangareva), maori, mapia, maragus, marino, markeški (marquesan, 2 jezika, sjeverni i južni), maršalski (marshallese), maskelynes, mea, mele-fila, merei, merlav, mokilese, morouas, mortlockese, mosina, mota, motlav, mpotovoro, namakura, namonuito, namosi-naitasiri-serua, narango, nasarian, nauruan, navut, neku, nemi, nengone, niuafo'ou, niuatoputapu, niujski (niue), nokuku, nukumanu, nukuoro, nukuria, nume, numee, nyâlayu,  ontong java, oroha, orowe, owa. pááfang, paama, paicî, penrhyn, piamatsina, pije, pileni, pingelapese, pohnpeian, polonombauk, port sandwich, port vato, pukapuka, puluwatese, pwaamei, pwapwa, rakahanga-manihiki, rapa, rapa nui, rarotongan, rennell-belona, repanbitip, rerep, roria, rotuman, sa, sa'a, sakao, samoanski, satawalese, seke,  shark bay, sie, sikaiana, sjeverni ambrym (ambrym, north), sjeverni efate (efate, north), sjeverni tanna (tanna, north), sonsorol, south west bay, sowa, središnji maewo (maewo, central), tahitiski (tahitian), takuu, talise, tambotalo, tanapag, tanema, tangoa, tanimbili, tasmate, teanu, tiale, tikopia, tiri, to'abaita, tobian, toga, tokelauan, tolomako, tonganski, tručki (chuukese)tuamotu, tutuba, tuvalu, ulithian, unua, ura, uripiv-wala-rano-atchin, valpei, vamale, vano, vao, vatrata, vinmavis, vunapu, waamwang, wailapa, wala, wallisian, wetamut, whitesands, woleaian, wusi, xârâcùù, xaragure, yuaga, zapadni fidžijski, zapadni uvea (uvean, west), zire.
a3) St. Matthias (2) Papua Nova Gvineja: mussau-emira, tenis.
a4) zapadna Oceanija (230) Solomonovi Otoci, Papua Nova Gvineja: abadi, adzera, aigon, aiklep, akolet, amara, anuki, anus, apalik, are, aribwatsa, aribwaung, arifama-miniafia, arop-lukep, arop-sissano, 'auhelawa, avau, awad bing, babatana, bannoni, bariai, barok, bebeli, biem, bilbil, bilur, bina, blablanga, bola, bonggo, boselewa, buang (2 jezika, mangga i mapos), budibud, bugawac, buhutu, bulu, bunama, bwaidoka, bwanabwana, cheke holo, dambi, dawawa, diodio, dobu, doga, duau, duke, duwet, galeya, gao, gapapaiwa, gedaged, ghanongga, ghayavi, gimi, gitua, gorakor, gumawana, guramalum, gweda, hahon, haigwai, hakö, halia, hoava, hote, hula, iamalele, iduna, iwal, kaiep, kairiru, kakabai, kandas, kaninuwa, kapin, kara, karnai, karore, kaulong, kayupulau, keapara, kela, kilivila, kis, kokota, koluwawa, konomala, kove, kuanua, kumalu, kuni, kusaghe, label, labu, laghu, lala,  lamogai, lavatbura-lamusong, lawunuia, lesing-gelimi, lihir, liki, lote, lungga, lusi, madak, magori, maiadomu, maisin, maiwala, malalamai, malasanga, maleu-kilenge, malol, mamusi, manam, mandara, mangseng, mari, marik, marovo, masimasi, mato, matukar, mbula, medebur, mekeo, mengen, meramera, minaveha, mindiri, minigir, misima-paneati, miu, molima, mono, motu, mouk-aria, muduapa, musom, mutu, muyuw, mwatebu, nafi, nakanai, nalik, nehan, nimoa, notsi, numbami, ormu, ouma, oya'oya, papapana, patep, patpatar, petats, piu, podena, ramoaaina, ririo, ronji, roviana, saliba, saposa, sengseng, sepa, sera, sewa bay, siar-lak, simbo, sinaugoro, sio, sissano, sobei, solong, solos, suau, sudest, sursurunga, takia, tami, tangga, tarpia, taupota, tawala, teop, terebu, tiang, tigak, tinputz, tobati, tomoip, torau, toura, tumleo, tungag, ubir, ughele, ulau-suain, uneapa, uruava, vaghua, vangunu, varisi, vehes, wab, wa'ema, wagawaga, waima, wakde, wampar, wampur,  watut (3 jezika, središnji,. sjeverni i južni), wedau, wogeo, yabem, yakaikeke, yakamul, yamap, yamna, yarsun, yoba, zabana, zazao,zenag.
a5) japski (yapese) (1) Mikronezija; japski
b) 'južna Halmahera-zapadna Nova Gvineja' (41), Indonezija: ambai, ansus, as, bedoanas, biak, biga, buli, busami, dusner, erokwanas, gane, gebe, irarutu, iresim, kawe, kurudu, legenyem, maba, maden, makian, marau, matbat, ma'ya, meoswar, mor, munggui, papuma, patani, pom, roon, sawai, serui-laut, tandia, wabo, waigeo, wandamen, waropen, wauyai, woi, yaur, yeretuar.
c3)  neklasificirani (1), Indonezija: kuri.
D. Chamorro (1),  Guam: chamorro
E. Gayo (1), Indonezija/Sumatra: gayo
F. Javanski (5), Indonezija/Java, Bali; Surinam, Nova Kaledonija: javanski, novokaledonski javanski, karipski javanski ili surinamski javanski, osing, tengger.
G. Kayan-Murik (17)
g1. Kayan (8)Indonezija/Kalimantan: bahau, baram kayan, busang, kayan mahakam, mendalam kajan, rejang kayan, wahau kayan, kayan river kajan ili Kajang.
g2. Modang (2) Indonezija/Kalimantan: modang, segai.
g3. Muller-Schwaner `Punan' (6) Indonezija/Kalimantan: aoheng, bukat, hovongan, kereho-uheng, punan aput,  punan merah.
g4. Murik (1), Malezija/Sarawak: murik kayan.
H. Lampung (9), Indonezija/Sumatra:
h1. Abung (3): abung, kayu agung, ranau.
h2. Pesisir (6): komering, krui, lampung, južni pesisir (pesisir, southern), pubian, sungkai.
I. Land Dayak (16)Indonezija/Kalimantan, Malezija/Sarawak: ahe, bekati', benyadu', biatah, bukar sadong, djongkang, jagoi, kembayan, land dayak, lara', nyadu, ribun, sanggau, sara, semandang, tringgus.
J. Madurski (2)Indonezija/Java, Bali: kangean, madura.
K. Malajik (70)
k1. Achinese-Cham (11) Indonezija/Sumatra, Vijetnam, kambodža, Kina: aceh, cham (2 jezika, zapadni i istočni), chru, haroi, jarai, ra-glai ili cacgia roglai,  rade, roglai (južni i sjeverni), tsat.
k2. Malajski-lom (1), Indonezija/Sumatra: lom
k3. Malajski (46), Malezija, Indonezija, Tajland: banjar, bengkulu, brunei, duano', enim, indonezijski,  jakun, kaur, kerinci, kubu, lematang, lembak, lintang, loncong, lubu, malajski (14 raznih malajskih jezika: malajski, bacanese, balinese, berau, bukit, cocos islands, jambi, kedah, kota bangun kutai, makassar, sjeverni molučki, pattani, sabah, tenggarong kutai), minangkabau, muko-muko, musi, negeri sembilan malay, ogan, orang kanaq, orang seletar, palembang, pasemah, pekal,  penesak, rawas, semendo, serawai, sindang kelingi, temuan, urak lawoi'.
k4. Malajik-Dayak (10) Indonezija/Kalimantan, Malezija/Sarawak: balau, iban,  kendayan, keninjal, malajski dayak, mualang, remun, seberuang, sebuyau, selako.
k5. Moklen (2), Tajland, Burma: moken, moklen.
L. Mezofilipini (61)
l1. središnji Filipini (47): agta (3 jezika, isarog, mt. iraya, mt. iriga), aklanon, ata, ati, ayta (2 jezika, sorsogon, tayabas), bantoanon, bicolano (5 jezika: albay, središnji, iriga, sjeverni catanduanes, južni catanduanes), butuanon, caluyanun, capiznon, cebuano, cuyonon, davawenyo, filipinski, hiligaynon, inonhan, kalagan, kalagan (2 jezika kagan i tagakaulu), kamayo, karolanos, kinaray-a, magahat, malaynon, mamanwa, mandaya (3 jezika cataelano, karaga i sangab), mansaka, masbatenyo, porohanon, ratagnon, romblomanon, sorsogon (2 jezika masbate i waray), sulod, surigaonon, tagalog, tausug, waray-waray.
l2. Kalamian (3): agutaynen, tagbanwa (2 jezika: calamian i središnji).
l3. Palawano (7): batak, bonggi, molbog, palawano (3 jezika: središnji, jugozapadno, brooke's point), tagbanwa.
l4. južni Mangyan (4): buhid, hanunoo, tawbuid (2 jezika: istočni i zapadni).
M. sjeverni Filipini (72)
m1. Bashiic-središnji Luzon-sjeverni Mindoro (16): alangan, ayta (5 jezika:, ambala, abenlen, bataan, mag-indi, mag-anchi), bolinao, hatang-kayey (agta, remontado), ibatan, iraya,  ivatan, pampangan, sambal (2 jezika: botolan, tinà), tadyawan, yami.
m2. sjeverni Luzon (56): agta (8 jezika: središnji, casiguran dumagat, dupaninan, dicamay, camarines norte, umiray dumaget, alabat island, villa viciosa), alta (dva jezika, sjeverni i južni), arta, atta (3 jezika: pudtol, pamplona, faire), balangao,  finallig, ga'dang, gaddang, ibaloi, ibanag, ifugao (4 jezika: amganad, batad, tuwali, mayoyao), ilocano, ilongot, isinai, isnag, itawit, itneg (7 jezika: adasen, moyadan, binongan, inlaod, maeng, masadiit, banao), i-wak, kalinga (8 jezika: gornji tanudan, mabaka valley, madukayang, limos, donji tanudan, lubuagan, južni,   butbut), kallahan (3 jezika: keley-i, kayapa, tinoc), kankanaey, karao, kasiguranin, pangasinan, paranan, sjeverni kankanay, središnji bontoc, yogad.
N. sjeverozapad  (84)
n1. Melanau-Kajang (13). Malezija/Sarawak: bukitan, daro-matu, kajaman, kanowit, lahanan, melanau, punan batu 1, sekapan, seru, sian, sibu, tanjong, ukit.
n2. sjeverni Sarawak (37): belait, berawan, bintulu, bolongan, bookan, kalabakan, kelabit, keningau murut, kenyah (10 jezika: bahau river, kayan river, upper baram, kelinyau, mahakam, zapadni, sebob, bakung, tutoh, wahau), kiput, lelak, lengilu, lundayeh, madang, narom, okolod, paluan, punan tubu, putoh, sa'ban, selungai murut, sembakung murut, serudung murut, tagal murut, tidong, timugon murut, tring, tutong 2.
n3. Rejang-Sajau (5): basap, burusu, punan bah-biau, punan merap, sajau basap.
n4. Sabahanski /Sabahan/ (29): abai sungai, bisaya (3 jezika: sabah, brunei, sarawak), dumpas, dusun (4 jezika: središnji, sugut, tambunan, tempasuk), gana, gornji kinabatangan (kinabatangan, upper), ida'an, kadazan (3 jezika: labuk-kinabatangan, klias river, obali), kimaragang, kota marudu talantang, kota marudu tinagas, kuijau, lobu (2 jezika: tampias, lanas), lotud, minokok, papar, rungus, tatana, tebilung, tombonuwo, tutong 1.
O. Palauanski (1), Palau: palauanski.
P. Punan-Nibong (2), Malezija/Sarawak: penana zapadni i istočni.
Q. Sama-Bajaw (9)
q1. Abaknon (1), Filipini: inabaknon
q2. Sulu-Borneo (7) Indonezija, Malezija, Filipini: bajau (2 jezika: indonezijski i zapadna obala), balangingi, mapun, sama (3 jezika: središnji, južni i pangutaran).
q3. Yakan (1), Filipini: yakan.
R. južni Mindanao (5)
r1. Bagobo (1), Filipini: giangan.
r2. Bilic (3), Filipini: blaan, (2 jezika: koronadal, sarangani), tboli.
r2. Tiruray (1), Filipini: tiruay.
S. južni Filipini (23)
s1. Danao (3): iranun, maguindanao, maranao.
s2. Manobo (15): binukid, higaonon, kagayanen, manobo (11 jezika: dibabawon, rajah kabunsuwan, agusan, ata, matigsalug, obo, zapadni bukidnon, ilianen, cinamiguin, cotabato, sarangani), tagabawa.
s3. Subanun (5): subanun (5 jezika: lapuyan, sjeverni, središnji, kolibugan, zapadni).
T. Sulawesi (114)
t1. Bungku-Tolaki (15): bahonsuai, bungku, kodeoha, koroni, kulisusu, mori atas, mori bawah, moronene, padoe, rahambuu,  taloki, tolaki, tomadino, waru, wawonii.
t2. Gorontalo-Mongondow (9): bintauna, bolango, buol, gorontalo, kaidipang, lolak, mongondow, ponosakan, suwawa.
t3. Kaili-Pamona (16): bada, baras, besoa, kaili (3 jezika: da'a, ledo, unde), lindu, moma,  napu, pamona, rampi, sarudu,  sedoa,  tombelala, topoiyo, uma.
t4. Minahasan (5), Indonezija/Sulawesi: tombulu, tondano, tonsawang, tonsea, tontemboan.
t5. Muna-Buton (12), Indonezija/Sulawesi: bonerate, busoa, cia-cia, kaimbulawa, kioko, kumbewaha, lasalimu, liabuku, muna, pancana,  tukang besi sjeverni, tukang besi južni.
t6. Saluan-Banggai (6) Indonezija/Sulawesi: andio, balantak, banggai, bobongko, saluan (dva jezika: obalsni i kahumamahon.
t7. Sangirski /Sangir/ (5) Indonezija/Sulawesi: bantik, ratahan, sangil, sangir, talaud.
t8. južni Sulawesi (31): aralle-tabulahan, bambam, bentong, budong-budong, bugis, campalagian, dakka, duri, embaloh, enrekang, kalumpang, konjo (2 jezika, obalni i planinski; coastal, highland), lemolang, maiwa, makasar, malimpung, mamasa, mamuju, mandar, panasuan, pannei, seko padang, seko tengah, selayar, tae', talondo', taman, toala', toraja-sa'dan, ulumanda'.
t9. Tomini-Tolitoli (10), Indonezija/Sulawesi: balaesang, boano, dampelas, dondo, lauje, pendau, taje, tajio, tomini, totoli.
t10. Wotu-Wolio (5), Indonezija/Sulawesi: kalao, kamaru, laiyolo, wolio, wotu.
U. Sumatra (12)
u1. Batak (7), Indonezija/Sumatra: batak alas-kluet, batak angkola, batak dairi, batak karo, batak mandailing, batak simalungun, batak toba.
u2. Enggano (1), Indonezija: enggano.
u3. Mentawai (1), Indonezija: mentawai.
u4. sjeverni (3), Indonezija: nias, sikule, simeulue.
V. Sundanski jezici (2), Indonezija/Java: badui, sundski (sunda).
W. Neklasificirani (4) Indonezija, Filipini: gorap, hukumina, katabaga, rejang.
Novija podjela dijeli ih na:
a. celebeski jezici (64):
b. centralni-istočni malajsko-polinezijski jezici (718)
c. Chamorro (1):
d. Enggano (1):
e. Greater Barito (33):
f. Javanski (5):
g. Lampung (3):
h. Land Dayak (13):
i. malajsko-sumbavski (71):
j. Moklen (2):
k. North Borneo (99):
l. Sjeverozapadni sumatranski (12):
m. Palauan (1):
n. Philippine (179):
o. Rejang (1):
p. Južni Sulawesi (31):
q. neklasificirani (3)

## Vanjske poveznice
- Ethnologue (14th)
- Tree for Malayo-Polynesian[neaktivna poveznica]